# Нечай, Михаил Михайлович
Михаи́л Миха́йлович Неча́й (укр. Миха́йло Миха́йлович Неча́й), в некоторых источниках упоминается фамилия Ничай (24 февраля 1930 — 15 июля 2011) — украинский целитель, последний известный мольфар Карпат. Заслуженный работник культуры Украины (2010).

## Происхождение и семья
Михаил Михайлович Нечай родился 24 февраля 1930 года в селе Верхний Ясенов Косовского повета Станиславовского воеводства Второй Речи Посполитой (нынешний Верховинский район Ивано-Франковской области).
Нечай всю свою жизнь прожил в селе Верхний Ясенов. Его родители были рабочими. Нечай утверждал, что является потомком брацлавского полковника Данилы Нечая — сподвижника Богдана Хмельницкого, которого в народе называли характерником. По его словам, его бабушка Анна (Ганка) была известной на Гуцульщине мольфаркой; также утверждается, что среди его предков якобы были Иван Серко и Дмитрий Вишневецкий. Дед играл на дрымбе. Отец воевал на фронте, пережил шесть немецких атак и выжил в концлагере.
Супруга — Анна Фёдоровна. Старший сын Иван служил в ракетных войсках, попал под радиоактивное облучение: в течение 18 лет отец, используя народные средства, пытался помочь сыну победить рак, однако Иван скончался в 2003 году. Младший сын, Михаил Нечай-младший, стал заместителем главы Верховинской районной госадминистрации. Есть две невестки, две внучки и правнучка (по другим данным, трое внуков и двое правнуков). Также у него жил чёрный кот Менцур.

## Деятельность

### Целитель
Михаил Нечай получил среднее заочное образование, окончил семь классов школы, дальнейшее образование получал уже самостоятельно. Три года прослужил в советской армии (в Армении и Грузии).
Нечай рассказывал, что в детстве много путешествовал со своей бабушкой и внимательно слушал её рассказы о растениях и их свойствах, которые она излагала в легендах и сказаниях. Он утверждал, что в восемь лет почувствовал в себе чудодейственную силу и научился останавливать кровотечения: так, он говорил, что сумел остановить кровотечение из носа у своего приятеля, который перенёс солнечный удар, а также помог аналогично поранившемуся леснику залечить рану на руке.
Нечай утверждал, что занимался лечением посетителей от разных болезней (в том числе и связанных с мочеполовой системой организма) с использованием трав и заговоров, соединял «обездоленных людей» и делал привороты, а также духовно поддерживал алкоголиков и наркоманов в борьбе против их пагубных пристрастий и зависимостей. К нему нередко приезжали высокопоставленные чины КПУ на лечение: подобные поездки они совершали по ночам в атмосфере секретности, имена своих посетителей Нечай не раскрывал. Также его посещали генералы, артисты, преподаватели, рабочие и простые люди. Среди его посетителей были как граждане Украины, так и иностранцы. В день он мог принимать до 10 человек. Иногда мольфар сотрудничал с милицией при расследовании некоторых особо тяжких дел, поскольку хорошо изучил криминалистику и судебную медицину.
После распада СССР Михаил Михайлович в рамках неких экспериментальных программ проработал по два года в Ивано-Франковском неврологическом диспансере и в санатории в Брюховичах (Львовская область), оказывая медицинскую помощь. С его слов, во время пребывания Юрия Спиженко на посту министра здравоохранения УССР и Украины Нечай сдал некие экзамены в лаборатории института Стражеско в Киеве и официально получил документы, разрешающие ему вести медицинскую практику. В одном из интервью он называл себя «травником с 47-летним стажем». Также он утверждал, что читал лекции о религиях в нескольких духовных семинариях и академиях.
В последние годы жизни занимался сельским хозяйством и помогал соседям. Любил литературу, писал пейзажи.

### Деятель культуры
В своём селе Михаил Михайлович был известен не только как мольфар, но и как руководитель фольклорно-этнографического народного ансамбля «Струны Черемоша» (укр. Струни Черемоша), который он основал в 1964 году: Нечай изготавливал дрымбы и играл на них. Первую дрымбу он изготовил в 1941 году: ранее он зарабатывал продажей дрымб за небольшую цену в праздничные дни, чтобы прокормить семью. В 1960-е годы Нечай активно собирал фольклорный материал Карпат (народные легенды и заговоры), записывая их на бобинный магнитофон «Легенда». Определённую известность ему принесло сотрудничество с кинорежиссёром Сергеем Параджановым, автором фильма «Тени забытых предков»: при знакомстве Параджанов попросил Нечая сделать для сына вертящуюся на палочке рождественскую звезду из цветной бумаги, которую предварительно принёс, а Нечай позже подарил ему ещё пороховницу из рога и резную скрыню из груши. В течение двух недель съёмок Нечай лично консультировал режиссёра относительно гуцульского быта и мифологии, подбирая актёров для съёмки в массовке, и научил актёра Ивана Миколайчука играть на дрымбе. Согласно ивано-франковскому изданию «Блиц-Инфо», именно Михаил Нечай и ещё один мольфар снялись в той сцене, где мольфары несли крест на похоронах отца Ивана Палийчука; сам Нечай также рассказывал, что создал образ злого мольфара Юры, хотя и не играл его самого.
Славу Нечаю также принёс 1989 год, когда Михаил Михайлович получил телеграмму от ЦК ЛКСМУ с приглашением на первый фестиваль «Червона рута» в Черновцах — Черновицкий комсомол обратился к Нечаю с просьбой помочь обеспечить хорошую погоду. Он приехал туда накануне начала фестиваля, 18 сентября 1989 года, и вскоре после приезда Нечая шедшие тогда затяжные дожди прекратились. По словам оргкомитета, всё время пребывания мольфара в Черновцах во время фестиваля в городе действительно стояла хорошая погода, а дождь пошёл только после отъезда Нечая. В дальнейшем местные жители неоднократно просили мольфара повторить то, что он сделал в Черновцах, но он всякий раз отказывался.
Нечай становился героем документальных фильмов «Мольфар из рода Нечаев», «Притяжение» (сняты в 1990-е годы) и «Мудрость карпатского мольфара» (2007 и 2009 годы, студия «Иероглиф»). В начале марта 2010 года указом президента Украины Михаил Нечай получил звание «Заслуженный работник культуры Украины» за более чем сорокалетнюю работу руководителем любительского ансамбля «Струны Черемоша», основателем которого он и являлся.

### Общественная деятельность
Михаилу Нечаю приписывали несколько предсказаний о будущем Украины, среди которых было предсказание об отстранении Виктора Януковича от власти, сделанное почти сразу после его инаугурации (при этом Нечай ошибочно заявил, что Януковича отстранят от власти через три года после инаугурации и он в ходе процедуры смены власти погибнет); о серьёзном политическом расколе в стране, о начале войны на Украине и даже разделе её территории соседними государствами. Заявление о возможном разделе Украины соседними странами датируется 2007 годом: Нечай в одном из документальных фильмов заявил, что Закарпатская Украина может быть разделена Чехией и Венгрией, Галичина окажется под Польшей, Юг и Восток отойдут к России, Буковина войдёт в состав Румынии. Сам Нечай утверждал, что из принципа не смотрел телевизор и «нигде не видел правителей», а политиков «выкидывал из поля зрения», поскольку они не приходились ему друзьями. В более позднем интервью 2009 года он заявлял, что никакие революции не могут гарантировать улучшение уровня жизни населения Украины без упорного труда и усилий со стороны самих жителей. Также Нечай выступал против вырубки лесов в Карпатах, называя это «варварством».

## Мнения
Михаил Нечай нередко называл себя последним карпатским мольфаром, который некогда входил в мольфарский круг Карпат, где обсуждались «вопросы, недоступные пониманию простых смертных». В частности, о себе как о «последнем мольфаре» он говорил в интервью 2003 года, упоминая, что два года тому назад умер житель села Шешоры Косовского района Ивано-Франковской области Василий Шостак, известный как мольфар по прозвищу «Гой», но не оставивший каких-либо учеников. По свидетельству односельчан, Нечай оказывал всем желающим медицинскую помощь заговорами и травами. При этом его называли не столько «волшебником», сколько весьма начитанным человеком. Иногда Нечай возвращал часть денег, которые ему предлагали за услуги, но никогда не назначал собственные цены. В некоторых интервью он заявлял, что брать деньги за оказание подобных услуг считал грехом. Также он говорил, что даже после долгих уговоров не соглашался совершить по просьбе клиента что-то дурное в отношении какого-либо человека.
Людей, которые представлялись колдунами и целителями и всячески рекламировали свои услуги, Нечай презирал, считая, что их волновал больше заработок, чем стремление действительно помочь людям. По словам Михаила Михайловича, многие из таких людей «имели свои банки и драли с людей деньги», а самому мольфару нередко звонили и угрожали, возмущаясь тому, что его посещает куда больше людей. Нечай считал себя одновременно и последователем язычества, и православным христианином, хотя в церковь ходил редко и крайне резко отзывался о священнослужителях. Своих гостей всегда провожал фразой:

Будьте здоровы, потому что сейчас для нас это самое главное, а я помолюсь за вас Богу, чтобы вы всегда были здоровы.
Оригинальный текст (укр.)Будьте здоровi, бо це зараз для нас саме головне, а я помолюся за вас Богу, щоб ви завжди були здоровi.

Мнения о деятельности Нечая расходились: так, секретарь Львовского городского совета Василий Павлюк утверждал, что лично был знаком с Нечаем и что местные не только уважали его, но и побаивались. В то же время корреспондент львовской газеты «Высокий замок» Омар Узарашвили утверждал, что Нечай преувеличивал свои способности и даже принимал людей во Львове, умудряясь обслужить за три минуты до 20 человек и при этом собирая деньги с них. Некоторые деревенские жители, будучи набожными христианами, из принципа не ходили в гости к Нечаю.

## Убийство
По словам ряда журналистов, Михаил Михайлович Нечай предчувствовал свою скорую кончину и даже знал, когда и при каких обстоятельствах умрёт, однако хотел как можно скорее отыскать какого-либо человека, которому мог бы передать свои знания и умения, чтобы его смерть не была настолько тяжёлой. В день своего 81-летия он сказал своей соседке Катерине, что ему осталось недолго, а одной из своих пациенток из Севастополя сказал, чтобы она посетила его до августа, поскольку он может не дожить к тому моменту. В июле 2011 года в село Верхний Ясенов, где жил Мольфар, приехала группа документалистов из Украины и России, снимавшая документальный фильм о мольфарах «Люди пути» — среди них были телевизионщики из Киева и писательница Громовица Бердник, а группу возглавляла российский режиссёр Олеся Бондарева. Нечай попросил их, чтобы они приехали в обязательном порядке осенью. Ранним утром 15 июля 2011 года (между 6:00 и 7:00) под его окнами дома собрались посетители — семь женщин и некий мужчина, представившийся как турист, который приехал в Карпаты 13 июля и заночевал в палатке у Чёрного Черемоша, недалеко от дома целителя. Мольфар позвал первым на приём именно мужчину, в соответствии с традициями Карпат. Находившаяся в то время на кухне супруга мольфара Анна услышала тихий вскрик за дверьми, но решила, что это кричал пациент. Хотя мольфар всегда провожал гостей до порога дома, его посетитель вскоре вышел из дома в одиночестве, сказав, что Нечай просил подождать ещё 10-15 минут, после чего скрылся, бросив палатку с вещами. Через 15 минут посетители обнаружили тело Нечая, лежавшее лицом вниз в луже крови: из шеи целителя торчал большой кухонный нож. В ходе обыска в палатке неизвестного мужчины были обнаружены Псалтырь и чужой паспорт.
В районе 6:50 в милицию поступило сообщение о том, что Нечая зарезали. После обнаружения тела по тревоге был поднят личный состав Верховинского райотдела милиции, а в Ивано-Франковской области был введён план «Перехват». Именно съёмочная группа помогла опознать подозреваемого, поскольку накануне засняла на кадры целителя и посетителей — среди них был и тот самый подозрительный человек, зашедший утром в дом к Нечаю. На задержание преступника ориентировали все наряды ДПС. Были мобилизованы военнослужащие батальона внутренних войск, бойцы «Беркута», шесть кинологических групп и пограничная служба (существовал риск, что убийца мог пересечь румынско-украинскую границу). В поисках помогали также лесники, ориентирование дали также милиции Черновцов. Подозреваемый был задержан в 6 км от Верхнего Ясенева, в лесу, недалеко от Писаного камня, рядом с селом Буковец. Изначально он попытался скрыться в лесу, но милиция организовала двойное оцепление, лишив его возможности уйти. При задержании подозреваемый не сопротивлялся.
Задержанным оказался 33-летний Павел Семёнов (по одним данным, из города Стрый Львовской области, по другим — из Львова). Съёмочная группа Бондаревой сняла интервью с ним вечером 13 июля: в разговоре он сказал, что на свои вопросы якобы будет искать ответы на природе, поскольку Нечай прямо никогда ничего не говорил своим посетителям. 15 июля группа собиралась уезжать в Киев, но снятые ею материалы потребовались для того, чтобы обеспечить поимку сбежавшего Семёнова. На допросе в милиции Семёнов сказал, что является инвалидом II группы с диагнозом «шизофрения»: в 1999 году он обвинялся в том, что накинулся с ножом на двух женщин, убив одну и ранив другую (убитой была подруга его пожилой матери). Суд признал его невменяемым и направил на принудительное лечение в психиатрическое учреждение закрытого типа, где тот пробыл более 10 лет. Семёнов лечился в областной психиатрической больнице «Игрень» в Днепропетровске, откуда, согласно односельчанам Нечая, якобы сбежал и некоторое время находился «в бегах» (по другой версии, Семёнов сам вышел на свободу в 2010 году).
Семёнов заявил, что не разделял взгляды мольфара на религию, поскольку тот якобы «не воспринимает и не уважает обряды и нормы традиционного христианского вероисповедания, а исповедует язычество». Местные утверждали, что убийца вёл себя спокойно, ел черешни, рыбачил и иногда общался с местными жителями, но «взгляд у него был тяжёлый». Семёнов дважды посещал Нечая: он утверждал, что якобы пытался убедить мольфара отказаться от язычества и вернуться в христианство, а в ночь перед убийством молился и якобы услышал приказ «наказать зло». Также накануне убийства его видели в кафе села Криворивня Верховинского района с бутылкой водки в руках. Утром, войдя в дом Нечая, Семёнов толкнул хозяина на пол и нанёс четыре удара ножом в шею. Семёнову предъявили обвинение в умышленном убийстве: с учётом того, что он привлекался к уголовной ответственности не первый раз, ему грозило от 10 до 15 лет тюрьмы или даже пожизненное лишение свободы, но при условии признания его вменяемым. По состоянию на 2013 год, согласно изданию vz.ua, Семёнов находился на принудительном лечении в психиатрической клинике.
Похороны Нечая прошли 17 июля в соответствии с закарпатскими традициями, с трембитами и ходом. Отпевание покойного проводил православный священник. На прощании присутствовало до 500 человек. Всё прощание длилось два часа, а невестки с внуками погибшего раздавали присутствующим пакеты с продуктами (подавники) и просили помянуть усопшего. На годовщину трагедии родственники Михаила Михайловича заявили о намерении сделать музей из кабинета в сельском доме, где тот проводил приёмы посетителей.